# Park Narodowy Wijdefjorden
Park Narodowy Wijdefjorden (norw. Indre Wijdefjorden nasjonalpark) – park narodowy znajdujący się w północnej części wyspy Spitsbergen, w archipelagu Svalbard należącym do Norwegii, położonego na Morzu Arktycznym. Park został utworzony w 2003 roku, natomiast pełnoprawnie stał się nim przez ustanowiony dekret królewski 9 września 2005 roku. W skład parku narodowego wchodzi: część wewnętrzna najdłuższego fiordu Spitsbergenu fiord Wijdefjorden wraz z terenami przyległymi, głównie plażami, lodowcami i górami. Łączna powierzchnia parku wynosi około 1127 km², z czego obszar lądowy obejmuje 745 km ², a obszar morski 382 km ².

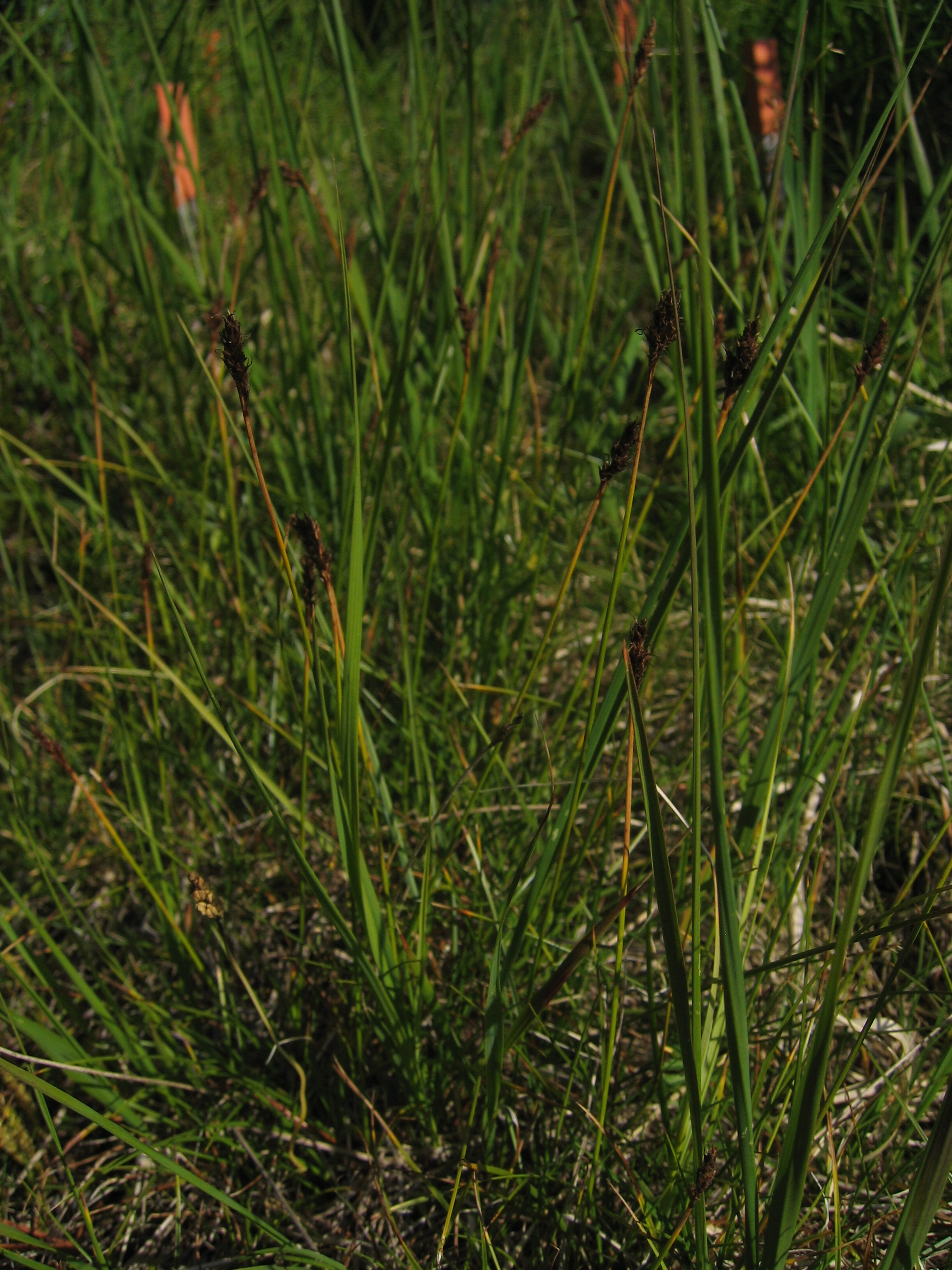
Kobresia simpliciascula rosnący tylko w fiordzie Wijdefjorden

Głównym celem parku jest zapewnienie ochrony roślinności stepowej z wieloma rzadkimi gatunkami roślin. Niektóre z nich zostały odkryte tylko na Spitsbergenie, inne nie mają innych siedlisk w Europie. Innym ważnym celem parku jest zachowanie jak najbardziej niezmienionego przez człowieka arktycznego krajobrazu obszaru chronionego.
Fiord Wijdefjorden różni się znacząco on od innych fiordów w zachodniej części Spitsbergenu, ponieważ ma on ujście do kierunku północnego i wody jego są znacząco zimniejsze, a więc roślinny i zwierzęta mają zupełnie inne warunki klimatyczne niż inne fiordy na Spitsbergenie. Cały park narodowy znajduje się pod ścisłą ochroną, a ruch po parku ograniczono do całkowitego minimum, przy czym w Zimie ruch po parku może się odbywać za pomocą skuterów śnieżnych, park dzieli zaledwie 9,1 kilometra od pobliskiego Parku Narodowego Isfjorden.